# Sanctuaire Pelagos
Pour les articles homonymes, voir Pelagos.
Lire en ligne

lire sur son site officiel

Le sanctuaire Pelagos, est un espace maritime de 87 500 km2 faisant l’objet d’un accord entre l’Italie, Monaco et la France pour la protection des mammifères marins qui le fréquentent. L'accord relatif à la création en Méditerranée d'un sanctuaire pour les mammifères marins a été signé en 1999.
Le sanctuaire est classé en aire spécialement protégée d’importance méditerranéenne (ASPIM). Ces nouvelles aires protégées ne disposent pas encore de moyens propres, ni de réglementation particulière. En revanche, le sanctuaire Pelagos sert de plate-forme pour des expérimentations qui peuvent être utiles aux aires marines protégées classiques.

## Origine
L'existence de l'accord RAMOGE depuis 1975, dont la zone de compétence correspond approximativement à la zone côtière située entre Marseille et Gènes, a servi de base pour le dialogue entre les trois pays.

## Intérêt de la zone
La biodiversité est d'autant plus notable pour la mégafaune marine, c'est-à-dire les cétacés[source insuffisante].

## Le projet Abyssea
Un projet pétrolier controversé du Centre d'essais techniques pour l'industrie pétrolière devrait permettre des expérimentations au cœur du sanctuaire. Les nouveaux dispositifs du projet, pour lequel un arrêté préfectoral du 13 octobre 2014 a ouvert une enquête publique relative à l'implantation de deux stations immergées au large de l'île du Levant ouvriront, selon Mediapart, d’importantes perspectives aux industries pétrolières minières et les plates-formes pourront offrir des communications haut-débit.